# Dobřeň
Dobřeň (en allemand : Dauba) est une commune du district de Mělník, dans la région de Bohême-Centrale, en République tchèque. Sa population s'élevait à 177 habitants en 2020.

## Géographie
Dobřeň se trouve à 15 km au nord-nord-est de Mělník, à 23 km au sud de Česká Lípa et à 46 km au nord de Prague.
La commune est limitée par Dubá au nord, par Blatce et Mšeno à l'est, par Kokořín au sud et au sud-ouest, et par Vidim et Medonosy à l'ouest.

## Histoire
La première mention écrite de la localité date de 1320.

## Administration
La commune se compose de cinq quartiers :
- Dobřeň
- Jestřebice
- Klučno
- Střezivojice
- Vlkov